# Sidderaal
De sidderaal (Electrophorus electricus) is een zoetwatervis die voorkomt in het noordelijk deel van Zuid-Amerika en net als bepaalde andere vissoorten beschikt over de eigenschap stroomstoten te kunnen afgeven. De sidderaal gebruikt deze stroomstoten, die om de 20-50 seconden opgewekt worden wanneer hij zich beweegt, om zijn weg te vinden in het donkere water en om te jagen. Hoewel de naam 'aal' anders doet vermoeden, is het geen nauwe verwant van de paling, de sidderaal behoort tot de orde van mesaalachtigen en niet palingachtigen.

## Kenmerken

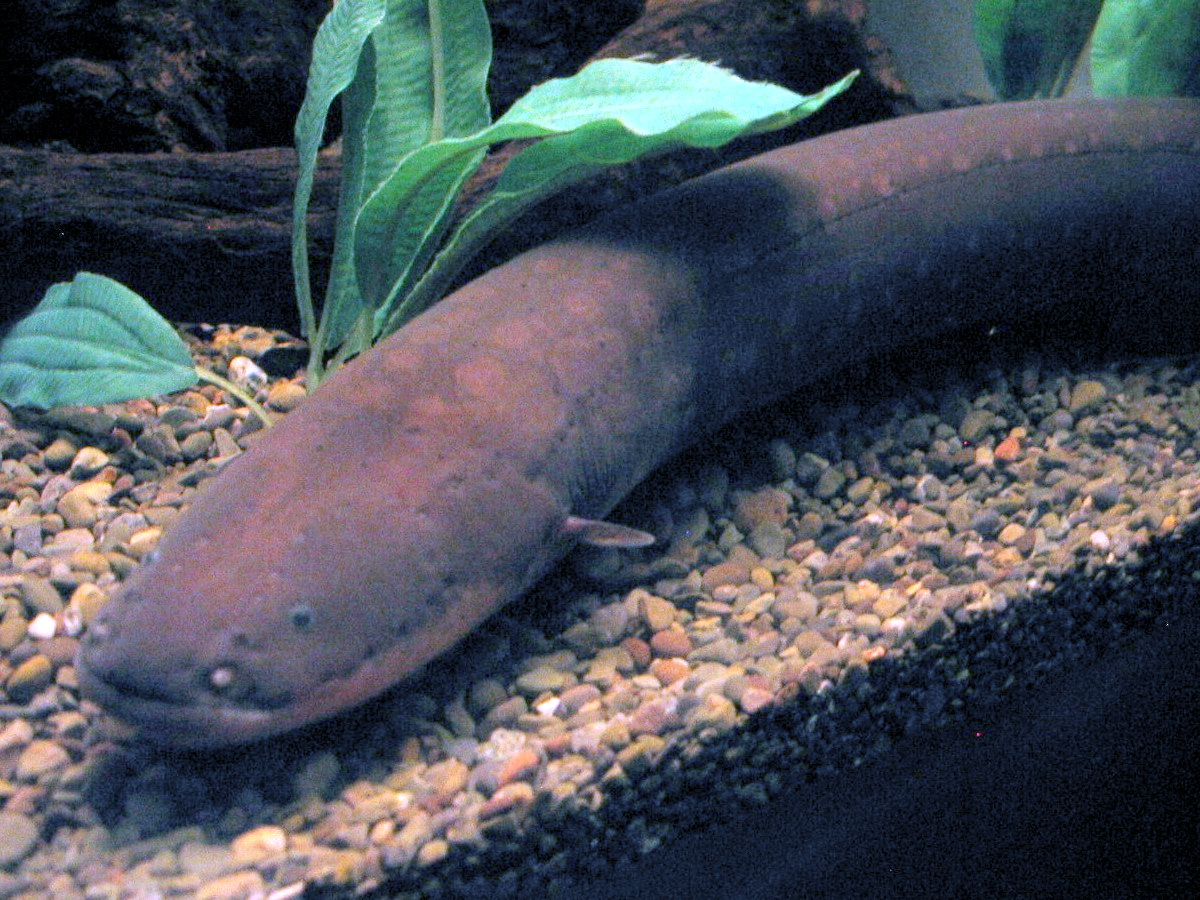
Sidderaal

Het lichaam heeft een lang toegespitste staart, een vinloze rug en een aarsvin, die een lange vinzoom vormt aan de onderzijde van het lichaam. Deze slanke vissen kunnen 2,5 meter lang worden en 20 kg wegen, hoewel alen rond de 1 meter vaker te zien zijn. Ze hebben slechte ogen, maar vinden hun weg met behulp van zwakke stroomstootjes.

## Verspreiding en leefgebied
De sidderaal is zowel in de rivier de Amazone als in de Orinoco te vinden. Tevens komt de sidderaal voor in Suriname, zowel in rivieren als in kreken en poelen.

## Levende batterij
Volwassen dieren (met een lengte tot ruim 2 meter) kunnen  spanningen genereren tot meer dan 860 volt bij een stroomsterkte van 1 ampère. Dat betekent een vermogen van 860 watt.
Deze spanning wordt opgewekt door een lading gestapelde elektrische cellen, een soort natuurlijke batterij. Deze cellen produceren elk 0,15 V door kalium- en natriumionen te pompen. Een sidderaal heeft duizenden van deze cellen gestapeld, om zo tot aan de 860 V te kunnen komen. Onvolwassen sidderalen kunnen een spanning van rond de 100 V genereren.
Ter vergelijking: een stroomstoot uit een stopcontact bij 230 volt kan dodelijk zijn mits de lichaamsweerstand laag genoeg, bijvoorbeeld door zweet, of de stroom (veelal rond de 30 mA) het hart passeert of niet.
Wel kan de stroomstoot van een sidderaal bijdragen aan een hartstilstand of aan verdrinking, doordat elke elektrische schok potentieel gevaarlijk is en verdovend kan werken.

## Aanpassing aan habitat
Hoewel de sidderaal een vis is, heeft hij een respiratiestelsel en moet hij lucht ademen om in leven te blijven. Dit is een evolutionaire aanpassing aan zijn habitat, de modderige rivieren en beken van de tropische regio's van Zuid-Amerika. Het water bevat daar op veel plaatsen niet genoeg zuurstof om te kunnen leven. De sidderaal steekt daarom zijn kop boven water uit, ademt lucht in door zijn bek en ademt die weer uit door de bek of de operculaire openingen (de "normale" uitgangen van de kieuwen). Op deze manier haalt de sidderaal 80% van zijn zuurstofbehoefte uit de lucht, en de andere 20% uit het water.

## Ondersoorten
Na de vondst van twee mogelijk nieuwe soorten, is er voorgesteld om het huidige electrophorus op te splitsen in E. electricus,
E. voltai en E. varii. Hierbij zijn de laatste twee twee nieuwe soorten die rond september 2019 zijn ontdekt. 